# Escuela estructuralista
La Corriente Estructuralista aparece a fines de los años 1950 y está integrada por un grupo de psicólogos y sociólogos que se dedican a estudiar el comportamiento humano.

## Objetivos
Tiene como objetivo principal estudiar los problemas de las empresas y sus causas prestando especial atención a los aspectos de autoridad y comunicación. Considera que hay cuatro elementos comunes a todas las empresas: autoridad, comunicación, estructura de comportamiento, estructura de formalización.
Esta corriente aparece a finales de los años cincuenta como consecuencia de la baja productividad, ya que las corrientes científicas y del humano habían tomado en cuenta a la productividad o al personal pero en forma aislada y está integrada por un grupo de psicólogos y sociólogos que se dedican a estudiar el comportamiento humano.
La corriente estructuralista, pretende equilibrar los recursos de la empresa, prestando atención tanto a su estructura como al recurso humano.

## Investigaciones
Los investigadores de esta escuela le dieron mucha importancia a las obras de Max Weber, que había fallecido en 1920, en lo que se refiere a burocracia, los tipos de autoridad y todo lo relacionado al poder y autoridad en el sistema formal de una empresa, pero con la diferencia que se le agrega el componente humano, prestando atención a las relaciones formal e informal. Esta escuela hace hincapíe en las tensiones existentes entre lo formal y lo informal, entre lo que necesita la empresa y lo que necesitan los individuos, y que a veces no es correspondido, y en consecuencia genera conflicto. Entre sus principales exponentes podemos destacar a Ralf Dahrendorf, así también como a Renate Mayntz, Philip Selznick, Chester Barnard y Amitai Etzioni para toma de decisiones.
Con esta corriente de investigación se desborda el primer marco de estudio que en principio era una empresa o la fábrica, para extenderse a otros espacios donde existan organizaciones: cuarteles, cárceles, escuelas, hospitales, etc.

## Escuela estructuralista en Latinoamérica
Se les llama estructuralistas a la corriente económica que piensan que los problemas de los países de América Latina son consecuencias del funcionamiento del sistema económico capitalista, y para resolverlos se requieren cambios estructurales.
Los estructuralistas se interesan por el sistema económico en su conjunto, explicando la falta de desarrollo de la región por problemas estructurales (de toda la economía) y proponiendo ciertas reformas para cambiar la situación de los países de América Latina

### Orígenes
Esta corriente se desarrolló sobre todo después de la Segunda Guerra Mundial, cuando los problemas de América Latina se agudizaban por el propio funcionamiento del sistema capitalista.

### Antecedentes
Tras el final de la Segunda Guerra Mundial y en el proceso de crear instituciones mundiales que evitaran la repetición de los flagelos bélicos, la ONU asumió tres funciones principales:
1. La preservación de la paz universal para lo cual firmó la Carta de San Francisco el 24 de octubre de 1945 responsabilidad que se repartió entre la Asamblea General y el Consejo de Seguridad.
2. La reconstrucción de los países devastados por el conflicto, tarea que inicialmente se encargó al Banco Internacional de Reconstrucción y Fomento (BIRF), más conocido como Banco Mundial.
3. El apoyo a la descolonización y la independencia de innumerables regiones, territorios y países en todo el mundo, particularmente en Asia, África, el Pacífico y el Caribe.

### Constitución de la CEPAL
En el caso del hemisferio americano, la CEPAL, se constituyó en 1948, durante el sexto período de sesiones del Consejo Económico y Social. La Comisión pronto se constituyó en un importante centro de debate y análisis. Su tarea inicial que se mantiene hasta ahora es brindar un panorama actualizado de la evolución del desarrollo de los países y del subcontinente, con una perspectiva global que si bien destaca las diferencias y disparidades entre las naciones, también apunta a las coincidencias y a las tendencias de la región en su conjunto.
Dado que la CEPAL forma parte del sistema mundial de las Naciones Unidas, tiene características institucionales que le permiten aceptar como miembros a países tanto del área como fuera de ella. Las funciones de la Comisión, por tanto, tienen el objetivo central de promover el desarrollo. Son de dos tipos: analíticas y operativas y su meta es influir en los procesos de toma de decisiones y de formulación de políticas de desarrollo de los gobiernos de la región.
1949-1960: teoría de la dependencia y deterioro de los términos del intercambio
La trayectoria intelectual de la CEPAL se inicia con la redacción por Prebisch, en 1949 y 1950, de tres documentos que contenían los elementos básicos que figurarían como la gran referencia ideológica y analítica para los desarrollistas latinoamericanos y caribeños (CEPAL, 1951, 1962, 1973).
1960 - 1980: estrategia de integración regional.
Dado el estado del avance tecnológico de esta época, que requería determinada escala mínima de operación para que un proceso industrial fuese eficiente y rentable, pronto se hizo evidente que en la mayoría de los países de la región no había demanda suficiente, lo que asociaba a dos factores estructurales; el tamaño de los países, pues en la región predominaban entonces las economías pequeñas y medianas, aunque con los años se fueron incorporando nuevos estados independientes de tamaño pequeño. El otro factor, no menos importante y más crítico en términos sociales, era la distribución del ingreso, que impedía que la demanda efectiva se materializara en el mercado.
1980 – 1990: Estrategia para superar la crisis: Endeudamiento e inserción externa.
Ante la insuficiencia de inversión, tanto privada nacional como externa, debido a la crisis internacional detonada en 1975 por la crisis del petróleo y el agravamiento de la caída de los ingresos por exportaciones que experimento la región, los estados asumieron una enorme deuda externa. Se negociaron esos recursos, algunos de tipo oficial y multilateral y otros de tipo comercial y bilateral, que resultaban “baratos” en un momento de gran abundancia de “petrodólares”.
1990 – 1995: retomar la senda del crecimiento y el desarrollo. Transformación productiva con equidad social y regionalismo abierto.
Se señalaba que mantener el modelo de las ventajas comparativas basadas en la dotación de recursos naturales o en la mano de obra barata y sin calificación ofrecía escasas posibilidades de sostenibilidad en el mediano y el largo plazos.
La implantación de las reformas suscitó un acalorado debate ideológico con frecuencia polarizado. La CEPAL de los años 1990 logró tomar posición con gran habilidad entre los extremos. No se opuso a la marea de las reformas, pero subordinó su apreciación al criterio de la existencia de una "estrategia reformista" que pudiera maximizar sus beneficios y minimizar sus deficiencias a mediano y largo plazo.
1995 – 2000. Articulación de las políticas macro y microeconómicas: el pacto social.
Un elemento importante al que la CEPAL da importancia es el tratamiento de las diferencias entre los países de la región asociadas a su tamaño y desarrollo. Ello lleva a plantear la necesidad de articular los avances en los procesos de reforma y ajuste, en el plano macroeconómico, con adecuaciones de las estructuras e instituciones en los ámbitos micro y meso económico.
Plantea en ese momento la CEPAL que las políticas que se sigan habrán de caracterizarse por una efectiva interacción de los diversos actores institucionales participantes y deben basarse de manera creciente en recursos provenientes tanto del ahorro público como de inversiones privadas.